# 法蘭克·尼爾森·寇爾
法蘭克·尼爾森·寇爾（Frank Nelson Cole、1861年9月20日—1926年5月26日）是一位美國數學家，因發現梅森質數267 − 1的因數而聞名。

## 生平
寇爾發表了多篇重要論文，包括《氣壓的晝夜變化》（The Diurnal Variation of BarometricPressure）。1893年在芝加哥，他的論文《論某個簡單群》（PSL(2,8)）在世界哥倫布紀念博覽會相關的國際數學大會上宣讀（但不是由他本人宣讀）。
1903年10月31日，寇爾在美國數學學會的一次會議上完成著名的演講，他在會議上確定了梅森質數267 − 1的因數。